# Jorra i Gomorra
Jorra i Gomorra és un grup de música pop mallorquí, concretament de Manacor, creat per Jorra Santiago. Després de passar per formacions com Miquel Serra, Roig!, Saïm, Pujà Fasuà o Lost Fills va posar en marxa aquest projecte personal.
El grup va ser seleccionat per AIEnruta, que els va portar a actuar a Madrid, Barcelona, València, Canàries, Saragossa i al País Basc.

## Enregistraments
- Música sèria (2017)
- A Manacor (2018)[6][7]
- Vellut i purpurina (2020)[8]

## Membres
- Carlos Óscar Gómez (guitarra i veus)
- Daniel Héctor Gómez (bateria)
- Biel Riera (baix)
- Toni Llull Galmés (percussions, teclats i veus)
- Josep Ramon Santiago (composició, guitarra i veu)[9][10]